# Coppa Europa di sci alpino 1995
La Coppa Europa di sci alpino 1995 fu la 24ª edizione della manifestazione organizzata dalla Federazione Internazionale Sci.
La stagione maschile iniziò il 1º settembre 1994 a Sankt Moritz, in Svizzera, e si concluse l'11 marzo 1995 a Villaco, in Austria; furono disputate 30 gare (4 discese libere, 7 supergiganti, 9 slalom giganti, 10 slalom speciali), in 14 diverse località. L'austriaco Andreas Schifferer si aggiudicò sia la classifica generale, sia quella di discesa libera; il suo connazionale Patrick Wirth vinse quella di supergigante, lo svizzero Marcel Sulliger quella di slalom gigante e il tedesco Bernhard Bauer quella di slalom speciale. Lo svizzero Patrick Staub era il detentore uscente della Coppa generale.
La stagione femminile iniziò il 15 dicembre 1994 a Gressoney-La-Trinité, in Italia, e si concluse il 7 marzo 1995 ad Altaussee, in Austria; furono disputate 33 gare (6 discese libere, 6 supergiganti, 10 slalom giganti, 11 slalom speciali), in 14 diverse località. L'austriaca Karin Köllerer si aggiudicò la classifica generale; la norvegese Kristine Kristiansen vinse quella di discesa libera, le svizzere Madlen Summermatter e Corinne Rey-Bellet rispettivamente quella di supergigante e di slalom gigante e la svedese Kristina Andersson quella di slalom speciale. La canadese Mélanie Turgeon era la detentrice uscente della Coppa generale.

## Uomini

### Risultati
| Data              | Località             | Nazione  | Spec. | Primo                        | Secondo                         | Terzo                |
| ----------------- | -------------------- | -------- | ----- | ---------------------------- | ------------------------------- | -------------------- |
| 1º settembre 1994 | Sankt Moritz         | Svizzera | SG    | Janne Leskinen               | Stéphane Exartier               | Josef Strobl         |
| 5 dicembre 1994   | Geilo/Hemsedal       | Norvegia | SL    | Hermann Schiestl             | Richard Gravier                 | Chip Knight          |
| 6 dicembre 1994   | Geilo/Hemsedal       | Norvegia | SL    | Mika Marila                  | Hermann Schiestl                | Gaëtan Llorach       |
| 7 dicembre 1994   | Geilo/Hemsedal       | Norvegia | GS    | Are Torpe                    | Andreas Schifferer              | Kilian Albrecht      |
| 9 dicembre 1994   | Åre                  | Svezia   | SL    | Thomas Fogdö                 | Bernhard Bauer                  | Matjaž Vrhovnik      |
| 10 dicembre 1994  | Åre                  | Svezia   | SL    | Matjaž Vrhovnik              | Bernhard Bauer                  | François Simond      |
| 9 gennaio 1995    | Serre Chevalier      | Francia  | GS    | Christophe Saioni            | Andreas Schifferer              | Massimo Zucchelli    |
| 10 gennaio 1995   | Serre Chevalier      | Francia  | GS    | Yves Dimier                  | Marcel Sulliger                 | Gerhard Königsrainer |
| 12 gennaio 1995   | Champoluc            | Italia   | SL    | Matjaž Vrhovnik              | François Simond                 | Patrick Staub        |
| 13 gennaio 1995   | Champoluc            | Italia   | SL    | Sébastien Amiez              | François Simond Matjaž Vrhovnik |                      |
| 16 gennaio 1995   | La Thuile            | Italia   | DH    | Andreas Schifferer           | Maurizio Feller                 | Rainer Salzgeber     |
| 17 gennaio 1995   | La Thuile            | Italia   | DH    | Rainer Salzgeber             | Andreas Schifferer              | Maurizio Feller      |
| 18 gennaio 1995   | La Thuile            | Italia   | SG    | Richard Kröll                | Marco Hangl                     | Patrick Wirth        |
| 18 gennaio 1995   | La Thuile            | Italia   | SG    | Marco Hangl                  | Daron Rahlves                   | Patrick Wirth        |
| 24 gennaio 1995   | Tarvisio             | Italia   | SL    | Bernhard Bauer               | Fabrizio Tescari                | Patrick Staub        |
| 24 gennaio 1995   | Tarvisio             | Italia   | SL    | Bernhard Bauer               | Fabio De Crignis                | Alois Vogl           |
| 28 gennaio 1995   | Bischofswiesen       | Germania | GS    | Christophe Saioni            | Stephan Eberharter              | Tobias Barnerssoi    |
| 29 gennaio 1995   | Bischofswiesen       | Germania | GS    | Tobias Barnerssoi            | Siegfried Voglreiter            | Andreas Ertl         |
| 1º febbraio 1995  | Innsbruck            | Austria  | SG    | Janne Leskinen Patrick Wirth |                                 | Fritz Strobl         |
| 2 febbraio 1995   | Innsbruck            | Austria  | SG    | Patrick Wirth                | Fritz Strobl                    | Janne Leskinen       |
| 4 febbraio 1995   | Kranjska Gora        | Slovenia | SL    | Kiminobu Kimura              | Bernhard Bauer                  | Fabio De Crignis     |
| 5 febbraio 1995   | Kranjska Gora        | Slovenia | GS    | Patrick Wirth                | Christophe Saioni               | Are Torpe            |
| 7 febbraio 1995   | Les Arcs             | Francia  | GS    | Kilian Albrecht              | Marcel Sulliger                 | Are Torpe            |
| 8 febbraio 1995   | Les Arcs             | Francia  | GS    | Marcel Sulliger              | Tobias Barnerssoi               | Franck Piccard       |
| 13 febbraio 1995  | Radstadt             | Austria  | SG    | Janne Leskinen               | Richard Kröll                   | Patrick Wirth        |
| 14 febbraio 1995  | Radstadt             | Austria  | SG    | Patrick Wirth                | Patrick Holzer                  | Andreas Schifferer   |
| 7 marzo 1995      | Saalbach-Hinterglemm | Austria  | DH    | Christoph Gruber             | Vincent Blanc                   | Christian Pichler    |
| 7 marzo 1995      | Saalbach-Hinterglemm | Austria  | DH    | Andreas Schifferer           | Roland Assinger                 | Fritz Strobl         |
| 10 marzo 1995     | Villaco              | Austria  | GS    | Kilian Albrecht              | Patrick Staub                   | Gerhard Königsrainer |
| 11 marzo 1995     | Villaco              | Austria  | SL    | Ole Kristian Furuseth        | Sébastien Amiez                 | Thomas Sykora        |

Legenda:

DH = discesa libera

SG = supergigante

GS = slalom gigante

SL = slalom speciale

### Classifiche

#### Generale
| Pos. | Nome               | Nazione   | Punti |
| ---- | ------------------ | --------- | ----- |
| 1    | Andreas Schifferer | Austria   | 199   |
| 2    | Patrick Wirth      | Austria   | 148   |
| 3    | Kilian Albrecht    | Austria   | 124   |
| 4    | Bernhard Bauer     | Germania  | 110   |
| 4    | Patrick Staub      | Svizzera  | 110   |
| 6    | Marcel Sulliger    | Svizzera  | 96    |
| 7    | Janne Leskinen     | Finlandia | 95    |
| 8    | Are Torpe          | Norvegia  | 94    |
| 9    | Sébastien Amiez    | Francia   | 91    |
| 10   | Matjaž Vrhovnik    | Slovenia  | 87    |

#### Discesa libera
| Pos. | Nome               | Nazione  | Punti |
| ---- | ------------------ | -------- | ----- |
| 1    | Andreas Schifferer | Austria  | 70    |
| 2    | Roland Assinger    | Svizzera | 41    |
| 3    | Andrej Filičkin    | Russia   | 40    |
| 3    | Rainer Salzgeber   | Austria  | 40    |
| 5    | Maurizio Feller    | Italia   | 35    |
| 5    | Christoph Gruber   | Austria  | 35    |

#### Supergigante
| Pos. | Nome           | Nazione   | Punti |
| ---- | -------------- | --------- | ----- |
| 1    | Patrick Wirth  | Austria   | 120   |
| 2    | Janne Leskinen | Finlandia | 95    |
| 3    | Richard Kröll  | Austria   | 79    |
| 4    | Marco Hangl    | Svizzera  | 55    |
| 5    | Patrick Holzer | Italia    | 50    |

#### Slalom gigante
| Pos. | Nome               | Nazione  | Punti |
| ---- | ------------------ | -------- | ----- |
| 1    | Marcel Sulliger    | Svizzera | 96    |
| 2    | Are Torpe          | Norvegia | 94    |
| 3    | Andreas Schifferer | Austria  | 89    |
| 4    | Kilian Albrecht    | Austria  | 86    |
| 5    | Christophe Saioni  | Francia  | 85    |

#### Slalom speciale
| Pos. | Nome             | Nazione  | Punti |
| ---- | ---------------- | -------- | ----- |
| 1    | Bernhard Bauer   | Germania | 110   |
| 2    | Matjaž Vrhovnik  | Slovenia | 87    |
| 3    | Fabio De Crignis | Italia   | 78    |
| 4    | Sébastien Amiez  | Francia  | 77    |
| 4    | François Simond  | Francia  | 77    |

## Donne

### Risultati
| Data             | Località             | Nazione    | Spec. | Prima                    | Seconda                    | Terza                      |
| ---------------- | -------------------- | ---------- | ----- | ------------------------ | -------------------------- | -------------------------- |
| 15 dicembre 1994 | Gressoney-La-Trinité | Italia     | GS    | Corinne Rey-Bellet       | Tiziana De Martin Tropanin | Ingeborg Helen Marken      |
| 16 dicembre 1994 | Gressoney-La-Trinité | Italia     | GS    | Corinne Rey-Bellet       | Manuela Umele              | Tiziana De Martin Tropanin |
| 17 dicembre 1994 | Gressoney-La-Trinité | Italia     | SL    | Urška Hrovat             | Katja Koren                | Trude Gimle                |
| 19 dicembre 1994 | Gressoney-La-Trinité | Italia     | SL    | Kristina Andersson       | Elisabetta Biavaschi       | Laure Pequegnot            |
| 20 dicembre 1994 | Gressoney-La-Trinité | Italia     | SL    | Elisabetta Biavaschi     | Titti Rodling              | Angela Zimmermann          |
| 5 gennaio 1995   | Tignes               | Francia    | DH    | Leatitia Dalloz          | Varvara Zelenskaja         | Kristine Kristiansen       |
| 5 gennaio 1995   | Tignes               | Francia    | DH    | Varvara Zelenskaja       | Leatitia Dalloz            | Carole Montillet           |
| 6 gennaio 1995   | Tignes               | Francia    | SG    | Jeanette Lunde           | Tat'jana Lebedeva          | Eleonore Richon            |
| 11 gennaio 1995  | Maribor              | Slovenia   | GS    | Karin Roten              | Urška Hrovat               | Renate Götschl             |
| 12 gennaio 1995  | Rogla                | Slovenia   | SL    | Titti Rodling            | Claudia Riegler            | Ylva Nowén                 |
| 13 gennaio 1995  | Rogla                | Slovenia   | SL    | Ylva Nowén               | Titti Rodling              | Kristina Andersson         |
| 17 gennaio 1995  | Innerkrems           | Austria    | DH    | Marianne Bréchu          | Kristine Kristiansen       | Andrine Flemmen            |
| 18 gennaio 1995  | Innerkrems           | Austria    | DH    | Brigitte Obermoser       | Andrine Flemmen            | Marianne Bréchu            |
| 19 gennaio 1995  | Innerkrems           | Austria    | SG    | Eva Twardokens           | Caroline Gedde-Dahl        | Patrizia Bassis            |
| 21 gennaio 1995  | Bergen               | Germania   | SL    | Kristina Koznick         | Trude Gimle Marlies Oester |                            |
| 25 gennaio 1995  | Bardonecchia         | Italia     | GS    | Ainhoa Ibarra            | Corinne Rey-Bellet         | Martina Fortkord           |
| 1º febbraio 1995 | Schönried            | Svizzera   | SG    | Alexandra Meissnitzer    | Madlen Summermatter        | Michaela Gerg              |
| 2 febbraio 1995  | Schönried            | Svizzera   | SG    | Michaela Dorfmeister     | Madlen Summermatter        | Alexandra Meissnitzer      |
| 2 febbraio 1995  | Schönried            | Svizzera   | GS    | Madlen Summermatter      | Renate Götschl             | Sophie Lefranc-Duvillard   |
| 3 febbraio 1995  | Schönried            | Svizzera   | GS    | Sophie Lefranc-Duvillard | Andrine Flemmen            | Karin Roten                |
| 8 febbraio 1995  | Pra Loup             | Francia    | DH    | Bibiana Perez            | Mojca Suhadolc             | Miriam Vogt                |
| 8 febbraio 1995  | Pra Loup             | Francia    | DH    | Kristine Kristiansen     | Carole Montillet           | Bibiana Perez              |
| 9 febbraio 1995  | Pra Loup             | Francia    | SG    | Stefanie Schuster        | Alessandra Merlin          | Miriam Vogt                |
| 10 febbraio 1995 | Pra Loup             | Francia    | SG    | Barbara Merlin           | Mojca Suhadolc             | Isolde Kostner             |
| 15 febbraio 1995 | Vysoké Tatry         | Slovacchia | GS    | Catherine Borghi         | Karin Köllerer             | Christiane Mitterwallner   |
| 16 febbraio 1995 | Vysoké Tatry         | Slovacchia | GS    | Ingeborg Helen Marken    | Karin Köllerer             | Marcella Biondi            |
| 17 febbraio 1995 | Plejsy               | Slovacchia | SL    | Angela Zimmermann        | Elisabetta Biavaschi       | Kristina Koznick           |
| 18 febbraio 1995 | Zakopane             | Polonia    | SL    | Elfi Eder                | Angela Zimmermann          | Karin Köllerer             |
| 19 febbraio 1995 | Zakopane             | Polonia    | SL    | Elfi Eder                | Veronika Kappaurer         | Kristina Koznick           |
| 2 marzo 1995     | Abetone              | Italia     | GS    | Urška Hrovat             | Ylva Nowén                 | Karin Roten                |
| 3 marzo 1995     | Abetone              | Italia     | SL    | Kristina Koznick         | Kristina Andersson         | Elfi Eder                  |
| 6 marzo 1995     | Altaussee            | Austria    | GS    | Ylva Nowén               | Karin Köllerer             | Catherine Borghi           |
| 7 marzo 1995     | Altaussee            | Austria    | SL    | Ylva Nowén               | Kristina Andersson         | Elfi Eder                  |

Legenda:

DH = discesa libera

SG = supergigante

GS = slalom gigante

SL = slalom speciale

### Classifiche

#### Generale
| Pos. | Nome                 | Nazione     | Punti |
| ---- | -------------------- | ----------- | ----- |
| 1    | Karin Köllerer       | Austria     | 140   |
| 2    | Kristina Andersson   | Svezia      | 119   |
| 2    | Kristine Kristiansen | Norvegia    | 119   |
| 2    | Ylva Nowén           | Svezia      | 119   |
| 5    | Angela Zimmermann    | Germania    | 109   |
| 6    | Catherine Borghi     | Svizzera    | 104   |
| 7    | Andrine Flemmen      | Norvegia    | 103   |
| 8    | Corinne Rey-Bellet   | Svizzera    | 93    |
| 9    | Titti Rodling        | Svezia      | 91    |
| 10   | Kristina Koznick     | Stati Uniti | 90    |

#### Discesa libera
| Pos. | Nome                 | Nazione  | Punti |
| ---- | -------------------- | -------- | ----- |
| 1    | Kristine Kristiansen | Norvegia | 73    |
| 2    | Carole Montillet     | Francia  | 57    |
| 3    | Andrine Flemmen      | Norvegia | 56    |
| 4    | Marianne Bréchu      | Francia  | 48    |
| 5    | Leatitia Dalloz      | Francia  | 45    |
| 5    | Varvara Zelenskaja   | Russia   | 45    |

#### Supergigante
| Pos. | Nome                  | Nazione  | Punti |
| ---- | --------------------- | -------- | ----- |
| 1    | Madlen Summermatter   | Svizzera | 48    |
| 2    | Miriam Vogt           | Germania | 47    |
| 3    | Michaela Dorfmeister  | Austria  | 43    |
| 4    | Alexandra Meissnitzer | Austria  | 40    |
| 5    | Barbara Merlin        | Italia   | 37    |

#### Slalom gigante
| Pos. | Nome                       | Nazione  | Punti |
| ---- | -------------------------- | -------- | ----- |
| 1    | Corinne Rey-Bellet         | Svizzera | 86    |
| 2    | Catherine Borghi           | Svizzera | 76    |
| 3    | Karin Köllerer             | Austria  | 71    |
| 4    | Tiziana De Martin Tropanin | Italia   | 70    |
| 5    | Karin Roten                | Svizzera | 63    |

#### Slalom speciale
| Pos. | Nome               | Nazione     | Punti |
| ---- | ------------------ | ----------- | ----- |
| 1    | Kristina Andersson | Svezia      | 116   |
| 2    | Angela Zimmermann  | Germania    | 108   |
| 3    | Titti Rodling      | Svezia      | 91    |
| 4    | Kristina Koznick   | Stati Uniti | 90    |
| 5    | Elfi Eder          | Austria     | 87    |